# 工藤蒼生
工藤 蒼生（くどう あおい、2000年5月31日 - ）は、宮城県仙台市出身のサッカー選手。Jリーグ・ベガルタ仙台所属。ポジションはミッドフィールダー。

## 来歴
仙台市出身で小学生の時から地元クラブのベガルタ仙台の下部組織でプレーし、ジュニアユース時代の2015年にはU-15日本代表に選出され日本・中央アジアU-15サッカー交流大会に出場した。ユース昇格後の2016年、第71回国民体育大会に宮城県少年男子メンバーとして出場。2018年3月、2種登録選手としてトップチームに登録される。4月18日のルヴァン杯第4節・アルビレックス新潟戦に途中出場し、公式戦初出場を果たした。後年トップチームと契約した菅原龍之助と工藤真人も当時の新潟戦に出たユース選手である。
高校卒業後は阪南大学に進みサッカー部に入部した。2年次の関西学生サッカーリーグ1部では年間ベストイレブンを受賞した。
2022年12月15日、ベガルタ仙台への加入が内定。梁、松下、飯尾、真瀬に続く同大学主将歴任者の入団。
入団から1年目は出場機会がなかったが、同じポジションのバンディエラ富田晋伍の背番号「17」を受け継いだ2年目からは開幕スタメンを勝ち取るとコンスタントに出場する。2024年10月19日、J2リーグ第35節の横浜FC戦でプロ初ゴールを記録。3-0の勝利に貢献した。

## 人物
2025年2月17日、一般女性と結婚したことを発表。

## 所属クラブ
- 北六スポーツ少年団
- 2010年 - 2012年 ベガルタ仙台ジュニア（仙台市立幸町南小学校）
- 2013年 - 2015年 ベガルタ仙台ジュニアユース（仙台市立幸町中学校）
- 2016年 - 2018年 ベガルタ仙台ユース（宮城県宮城広瀬高等学校）
  - 2018年3月 - 12月 ベガルタ仙台（2種登録選手）
- 2019年 - 2022年 阪南大学
- 2023年 -  ベガルタ仙台

## 個人成績
| 国内大会個人成績 | 国内大会個人成績 | 国内大会個人成績 | 国内大会個人成績 | 国内大会個人成績 | 国内大会個人成績 | 国内大会個人成績 | 国内大会個人成績 | 国内大会個人成績 | 国内大会個人成績 | 国内大会個人成績 | 国内大会個人成績 |
| 年度             | クラブ           | 背番号           | リーグ           | リーグ戦         | リーグ戦         | リーグ杯         | リーグ杯         | オープン杯       | オープン杯       | 期間通算         | 期間通算         |
| 年度             | クラブ           | 背番号           | リーグ           | 出場             | 得点             | 出場             | 得点             | 出場             | 得点             | 出場             | 得点             |
| 日本             | 日本             | 日本             | 日本             | リーグ戦         | リーグ戦         | リーグ杯         | リーグ杯         | 天皇杯           | 天皇杯           | 期間通算         | 期間通算         |
| ---------------- | ---------------- | ---------------- | ---------------- | ---------------- | ---------------- | ---------------- | ---------------- | ---------------- | ---------------- | ---------------- | ---------------- |
| 2018             | 仙台             | 47               | J1               | 0                | 0                | 1                | 0                | -                | -                | 1                | 0                |
| 2023             | 仙台             | 29               | J2               | 0                | 0                | -                | -                | 1                | 0                | 1                | 0                |
| 2024             | 仙台             | 17               | J2               | 25               | 1                | 0                | 0                | 0                | 0                | 25               | 1                |
| 2025             | 仙台             | 17               | J2               |                  |                  |                  |                  |                  |                  |                  | 1                |
| 通算             | 日本             | 日本             | J1               | 0                | 0                | 1                | 0                | -                | -                | 1                | 0                |
| 通算             | 日本             | 日本             | J2               | 25               | 1                | 0                | 0                | 1                | 0                | 26               | 1                |
| 総通算           | 総通算           | 総通算           | 総通算           | 25               | 1                | 1                | 0                | 1                | 0                | 27               | 1                |

- 2018年は2種登録

その他の公式戦
- 2024年
  - J1昇格プレーオフ 2試合0得点

出場歴
- 公式戦初出場 - 2018年4月18日 ルヴァンカップGS 第4節 vs アルビレックス新潟（デンカビッグスワンスタジアム）
- 公式戦初得点 - 2024年10月19日 J2第35節 vs横浜FC（ユアテックスタジアム仙台）

## タイトル

### クラブ

#### 阪南大学
- 第70回全日本大学サッカー選手権大会：準優勝
- 第98回関西学生サッカーリーグ：ベストイレブン

## 代表歴
- U-15日本代表
  - 2015年日本・中央アジアU-15サッカー交流大会